# Argina guttata
Argina guttata är en fjärilsart som beskrevs av Jules Pièrre Rambur 1866. Argina guttata ingår i släktet Argina och familjen björnspinnare. Inga underarter finns listade i Catalogue of Life.